# Poul Nörgaard
Poul Nörgaard (dänisch Poul Leuning Nørgaard; * 12. November 1899 in Hals, Nordjütland; † nach 1944 in Dänemark) war ein dänischer Kinder- und Jugendbuchautor. In Deutschland wurde er hauptsächlich durch seine erfolgreiche Mädchenbuchreihe Lone bekannt.

## Leben

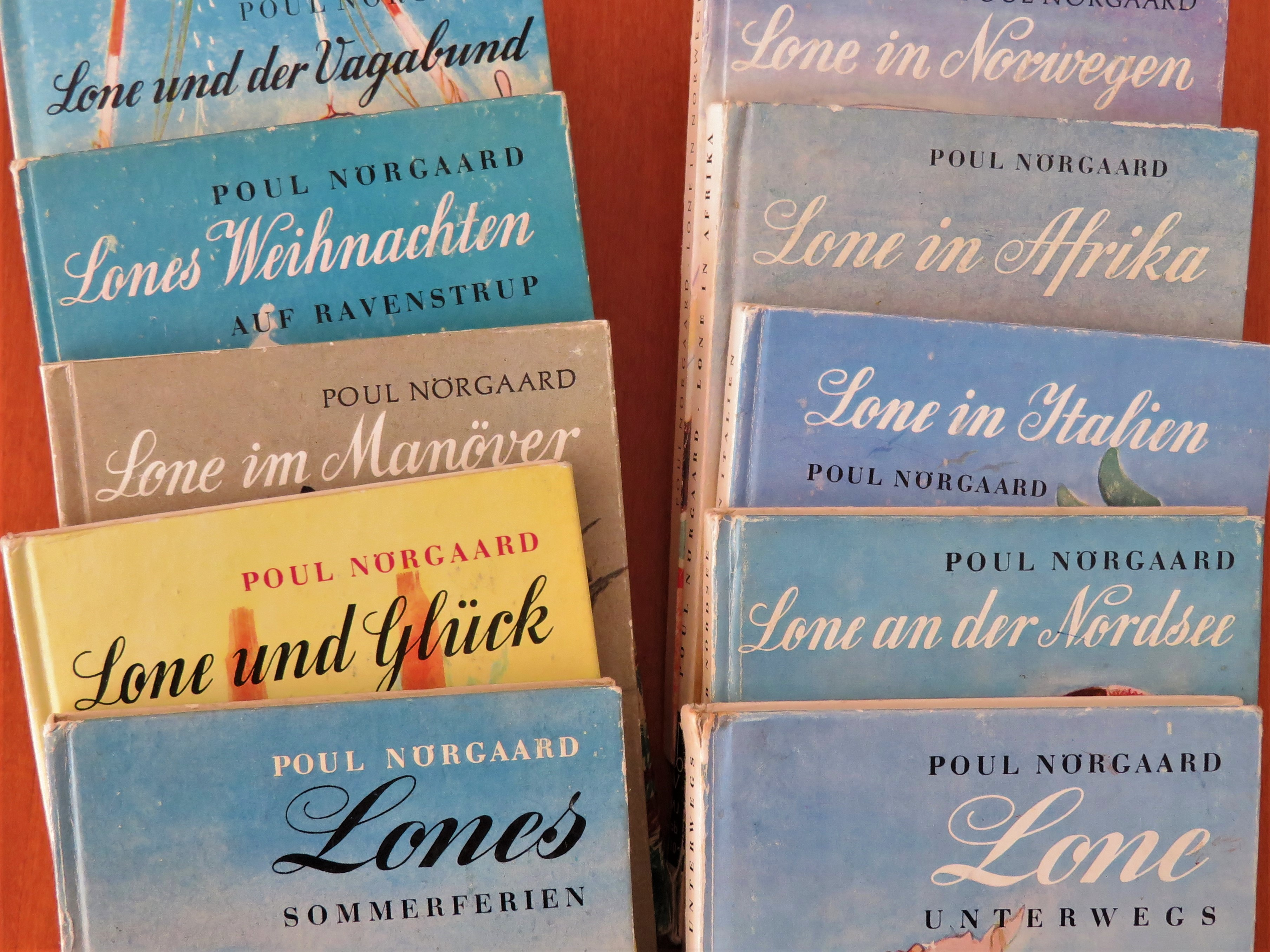
Einige Exemplare der auf Deutsch erschienenen Lone-Bücher

Poul Nørgaard wurde am 12. November 1899 in der kleinen Gemeinde Hals in Nordjütland geboren. Seine Eltern waren der Pastor Carl Leuning Nørgaard (1868–1948) und dessen Ehefrau Valborg Frimodt (1870–1951). Poul wuchs mit seinem älteren Bruder Eilert (* 1895) und seiner älteren Schwester Ellen (* 1897) auf einem schönen alten Pfarrhof auf. Von Kindheit an begeisterte er sich für die Natur, vor allem für Tiere. Später wurde er Landwirt und besaß einen eigenen Hof. In Dänemark war er zudem als hervorragender Dressurreiter und als Hundezüchter bekannt, der „die besten Polizeihunde Dänemarks züchtete“.
Im Jahr 1927 heiratete er die Schriftstellerin Ulrikka Eleonara Boesen (* 1904), eine Tochter des Kaufmanns Andreas Boesen. Aus dieser Ehe ging mindestens eine Tochter hervor. Seine Ehefrau veröffentlichte ihre Werke unter dem Pseudonym Ada Hensel.
Erst im Alter von über 40 Jahren entdeckte auch Poul Nørgaard seine Neigung zur Schriftstellerei und veröffentlichte im Jahr 1944 sein erstes Buch, damals noch unter einem Pseudonym. In den folgenden Jahrzehnten machte er sich einen Namen als Autor von Kinder- und Jugendbüchern. Es ist nicht bekannt, wann Nørgaard starb und wo er seine letzte Ruhestätte fand.

## Werk
Nørgaards schriftstellerische Karriere begann erst Mitte der 1940er Jahre mit seinem Debütroman Buller, den er 1944 unter dem Pseudonym Ellinor le Poul in Dänemark veröffentlichte. In den folgenden Jahrzehnten schrieb Nørgaard zahlreiche Bücher für Kinder und Jugendliche, die zum großen Teil in mehrere Sprachen übersetzt wurden.
In Deutschland wurde Nørgaard in den 1950er und 1960er Jahren unter dem Autorennamen Poul Nörgaard vor allem durch die bereits in Skandinavien sehr erfolgreiche Buchreihe um das Mädchen Lone bekannt, das im dänischen Original Lykke, in der schwedischen Fassung Lena und im Italienischen Leontina hieß. Das Vorbild für die Protagonistin Lone, die auf einem Rückdeckel der Reihe als „ein junges Mädchen mit blauen Augen und blonden Haaren, das nicht auf den Mund gefallen ist, ein gutes Herz hat, sich gerne fremde Länder ansieht; ehrlich zugibt, wenn es einen Fehler gemacht hat, auch hin und wieder einen Streich riskiert“ beschrieben wird, soll Nørgaards eigene Tochter gewesen sein, deren Erlebnisse ihn zu den Lone-Büchern inspirierten.
Die Lone-Reihe erschien in Deutschland im Verlag C. Bertelsmann in der Übersetzung von Albrecht Leonhardt mit Illustrationen des deutschen Künstlers Kurt Tessmann. Sie wurde mehrfach neu aufgelegt, zuletzt in den 2010er Jahren in moderner optischer Aufmachung im E-Book-Format.

## Veröffentlichungen (Auswahl)
Lone-Reihe
- Lones Sommerferien. C Bertelsmann, Gütersloh 1955 (dänisch: Lykkes Sommerferie. Übersetzt von Albrecht Leonhardt).

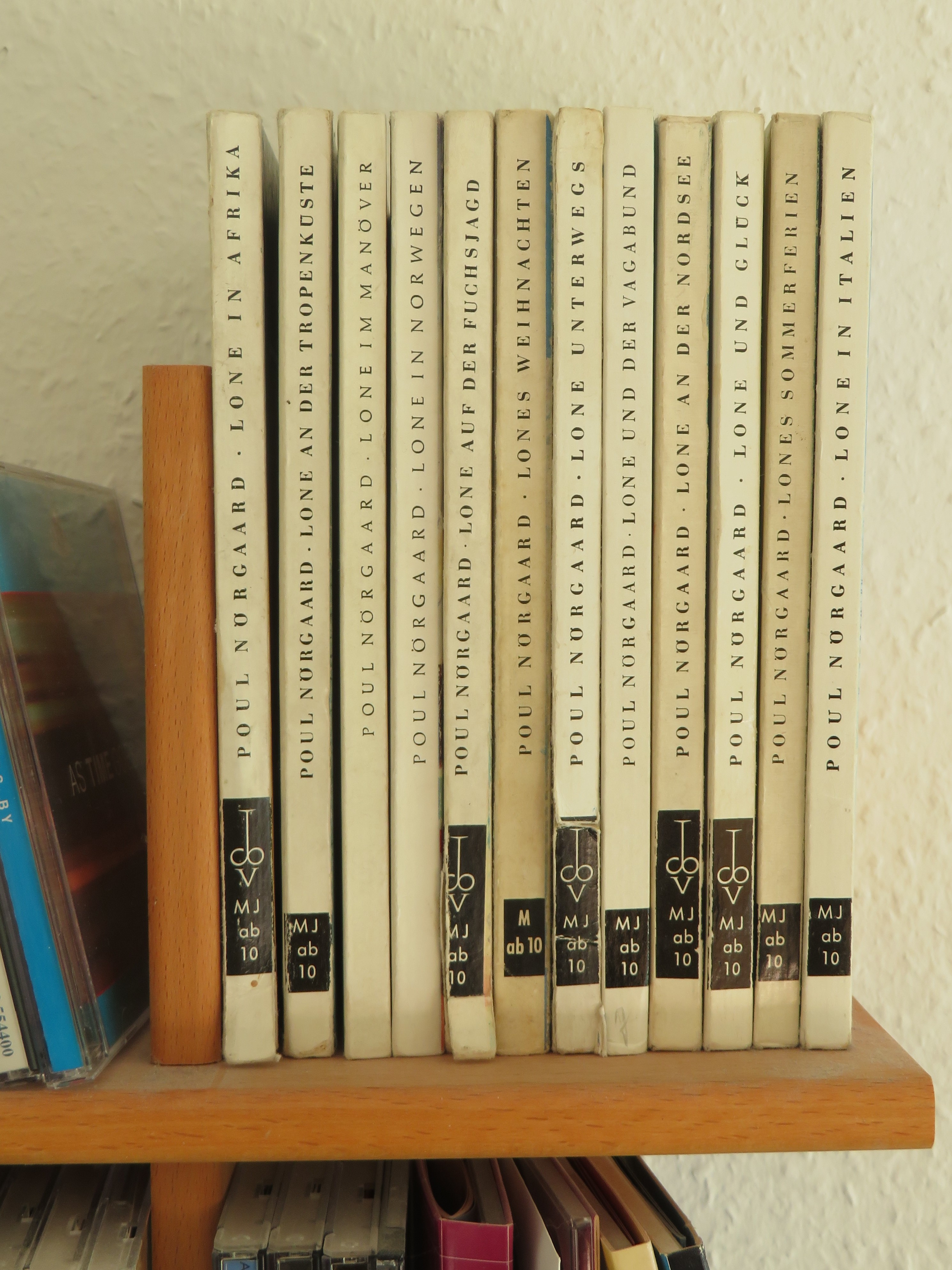
Nörgaards Lone-Reihe in deutscher Übersetzung

- Lones Weihnachten auf Ravenstrup. C. Bertelsmann, Gütersloh 1955 (dänisch: Lykkes Jul paa Ravnstrup (1946). Übersetzt von Albrecht Leonhardt).
- Lones große Reise. C. Bertelsmann, Gütersloh 1956 (dänisch: Lykke paa Eventyr (1947). Übersetzt von Albrecht Leonhardt).
- Lone unterwegs. C. Bertelsmann, Gütersloh 1959 (dänisch: Lykke paa Farten (1946). Übersetzt von Albrecht Leonhardt).
- Lone an der Nordsee. C Bertelsmann, Gütersloh 1957.
- Lone auf der Fuchsjagd. C. Bertelsmann, Gütersloh 1957 (dänisch: Lykke paa Raevejagt. Übersetzt von Albrecht Leonhardt).
- Lone in Italien. C. Bertelsmann, Gütersloh 1955 (dänisch: Lone i Italien. Übersetzt von Albrecht Leonhardt).
- Lone an der Tropenküste. C. Bertelsmann, Gütersloh 1958 (dänisch: Lykke ved Tropekysten. Übersetzt von Albrecht Leonhardt).
- Lone und Glück. C. Bertelsmann, Gütersloh 1955 (dänisch: Lykke og Held (1947). Übersetzt von Albrecht Leonhardt).
- Lone und der Vagabund. C. Bertelsmann, Gütersloh 1959.
- Lone in Afrika. C Bertelsmann, Gütersloh 1960 (dänisch: Lykke i Afrika. Übersetzt von Albrecht Leonhardt).
- Lone in Norwegen. C. Bertelsmann, Gütersloh 1961 (dänisch: Lykke i Norge (1956). Übersetzt von Albrecht Leonhardt).
- Lone in Indien. C. Bertelsmann, Gütersloh 1965 (dänisch: Lykke i Indien. Übersetzt von Albrecht Leonhardt).
- Lone im Manöver. C. Bertelsmann, Gütersloh 1967 (dänisch: Lykke på manøvre. Übersetzt von Albrecht Leonhardt).

weitere auf Deutsch erschienene Titel
- Janne gewinnt. Andermann, Gütersloh 1956.
- Harlekin. Die Geschichten eines Ponys. C. Bertelsmann, Gütersloh 1980.
- Circus Bellini. C. Bertelsmann, Gütersloh 1980 (dänisch: Circus bellini. Übersetzt von Albrecht Leonhardt).